# ناأوهيكو نارا
ناأوهيكو نارا (باليابانية: 野呂 直彦) (مواليد 1 مايو 1975)، هو لاعب كرة قدم سابق كان يلعب كمدافع.